# Psychopsis papilio
Psychopsis papilio är en orkidéart som först beskrevs av John Lindley, och fick sitt nu gällande namn av Henry Gordon Jones. Psychopsis papilio ingår i släktet Psychopsis och familjen orkidéer. Inga underarter finns listade i Catalogue of Life.
Artens utbredningsområde anges som från Panama till södra tropiska Sydamerika och Trinidad.

## Bildgalleri

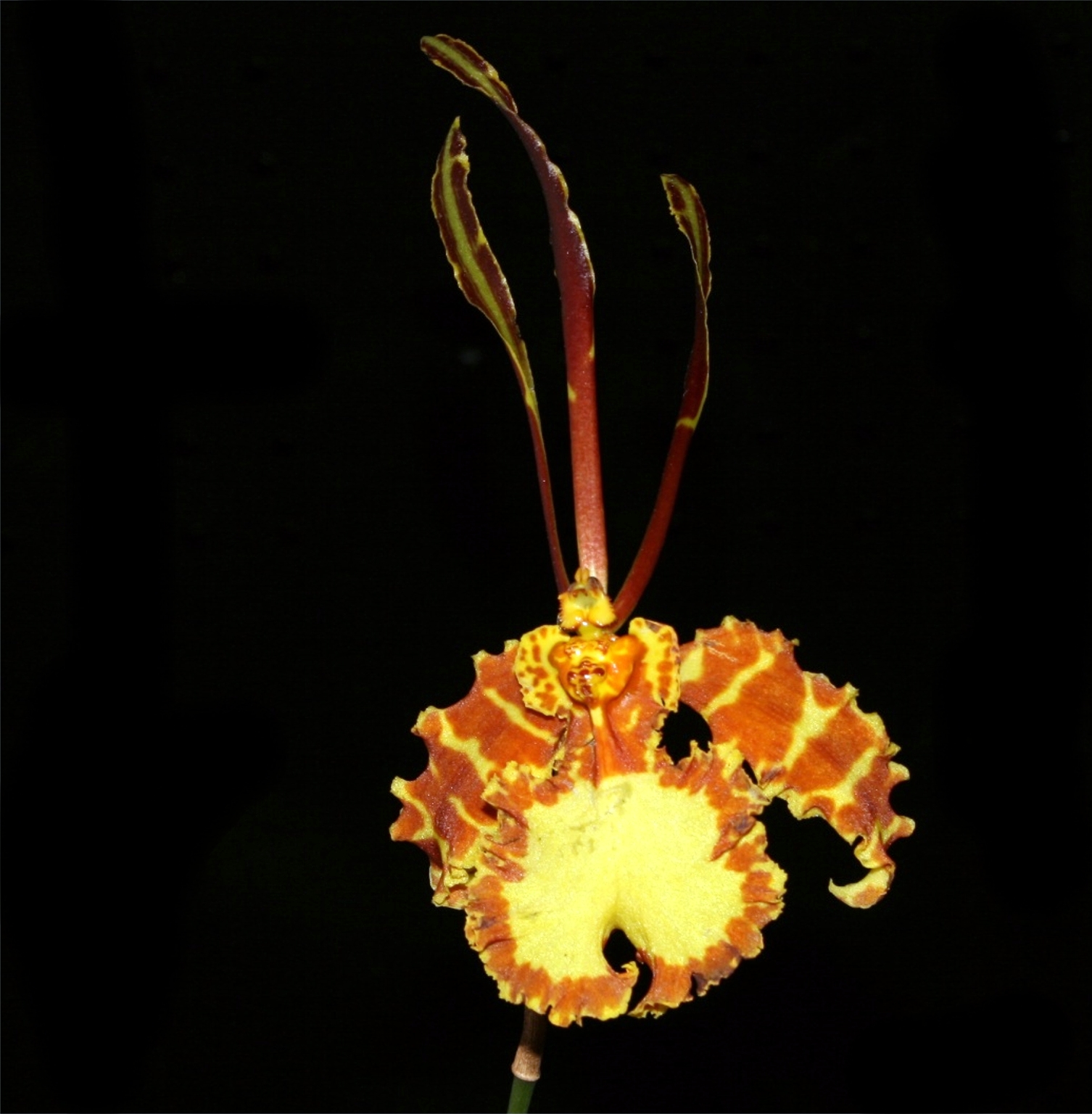
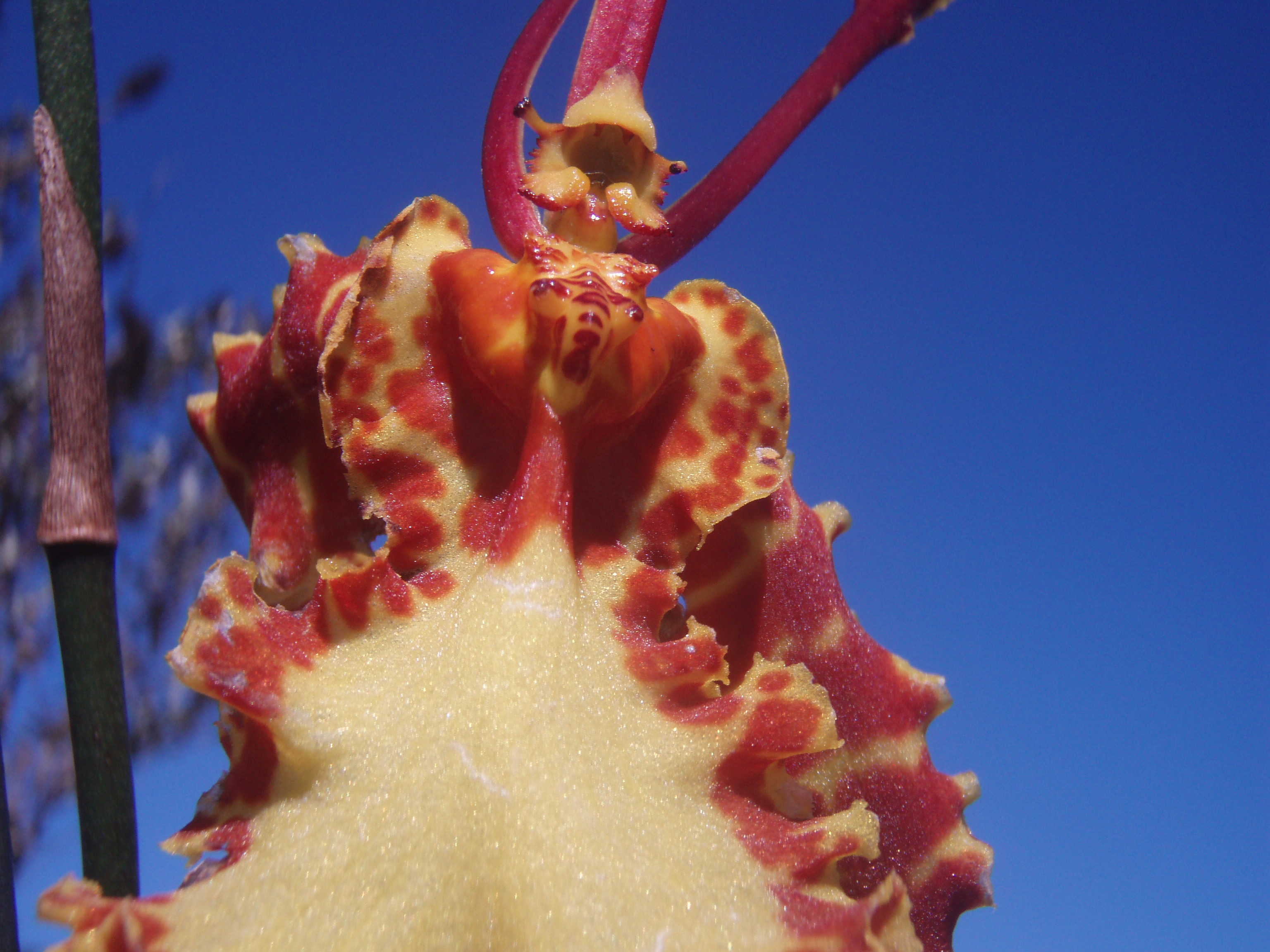
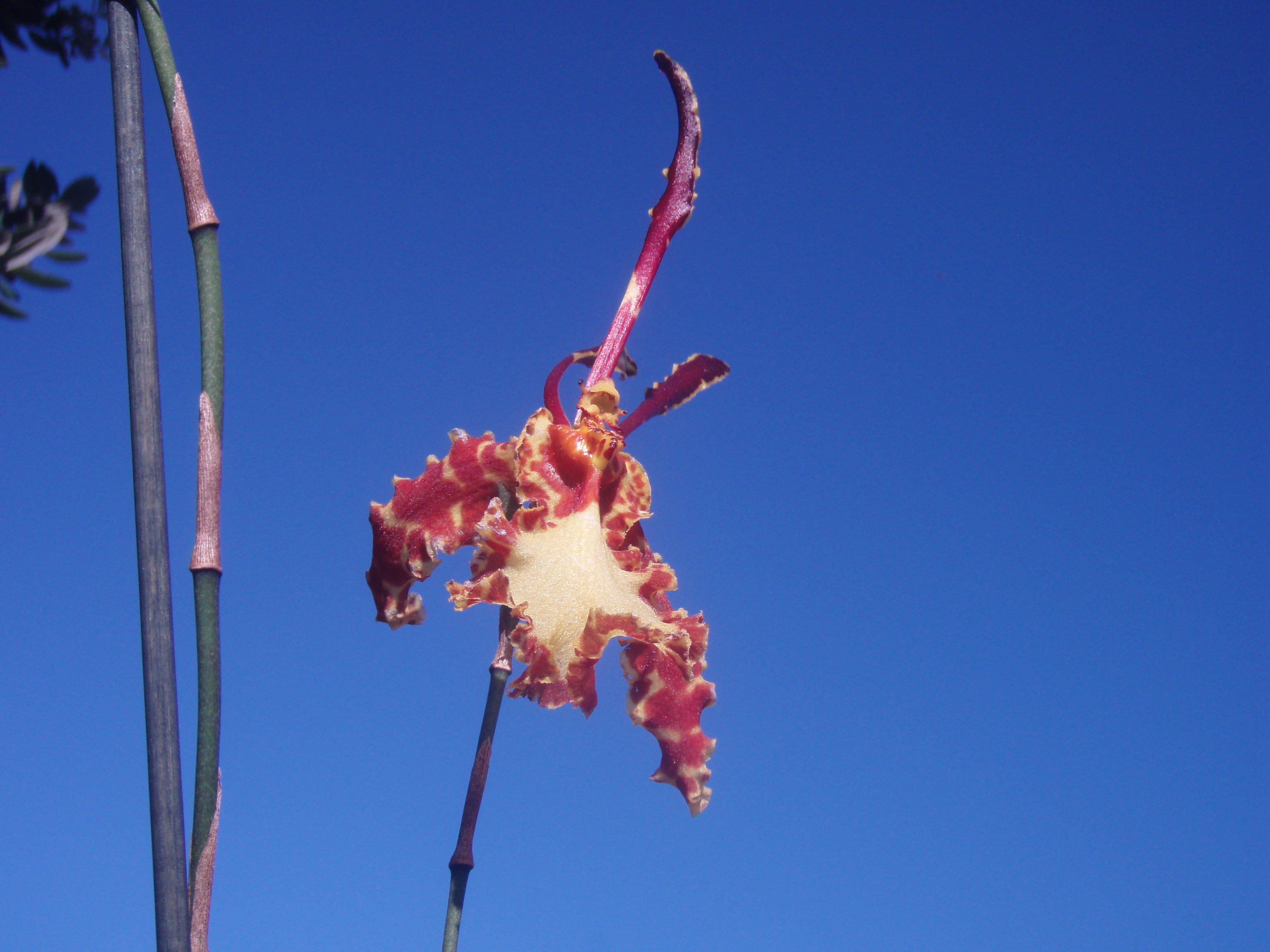
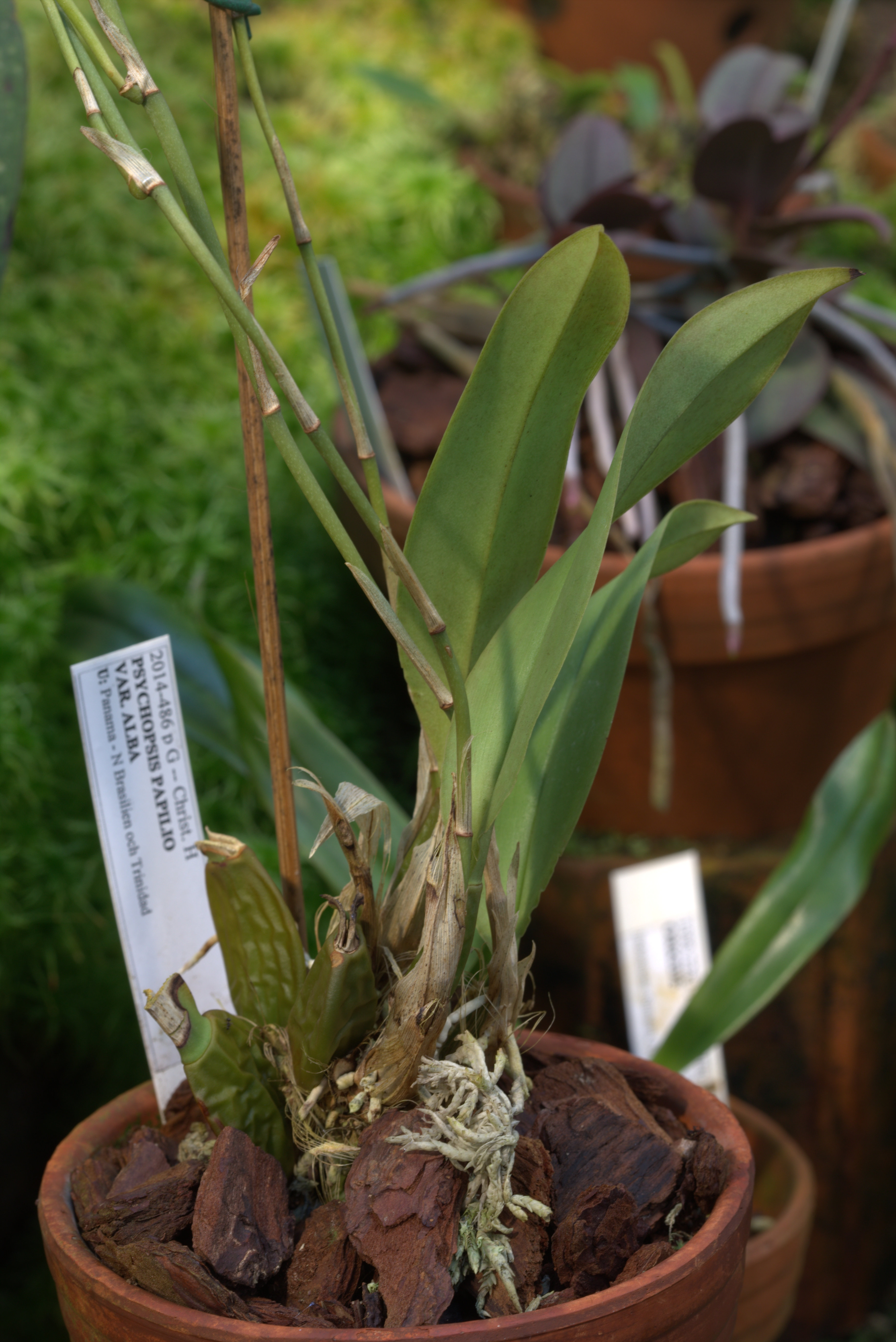